# Mendé (langue)
Cet article concerne la langue mendé. Pour le peuple mendé, voir Mendé (peuple).
Cette page contient des caractères spéciaux ou non latins. S’ils s’affichent mal (▯, ?, etc.), consultez la page d’aide Unicode.
Le mendé () est une langue parlée en Sierra Leone par une grande partie de la population, au Libéria et par une minorité en Guinée-Conakry. C’est la langue du peuple mendé mais elle est aussi utilisée comme lingua franca dans le Sud de la Sierra Leone.
Le mendé est une langue tonale appartenant à la branche des langues mandées de la famille des langues nigéro-congolaises.

## Écriture
En 1921, Kisimi Kamara (en) invente un syllabaire pour le mendé, appelé kikakui (). Ce système d'écriture connut un certain succès mais a largement été remplacé par l'alphabet latin.
| a  | b | d  | e  | ɛ  | f  | g | gb | h | i | j | k | kp | l | m |
| mb | n | nd | ng | nj | ny | o | ɔ  | p | s | t | u | v  | w | y |